# Oxandra martiana
Oxandra martiana là loài thực vật có hoa thuộc họ Na. Loài này được (Schltdl.) R.E. Fr. mô tả khoa học đầu tiên năm 1931.